# Hans Ooft
Marius Johan (“Hans”) Ooft (27 de junio de 1947) es un exfutbolista y exentrenador neerlandés. En su etapa de jugador se desempeñaba como delantero y su último club fue el Heerenveen de Países Bajos. Por otra parte, su último equipo dirigido fue el Júbilo Iwata de Japón. Se lo recuerda por ser el primer entrenador extranjero de la Selección de fútbol de Japón en su historia. Bajo su mandato, los Samuráis Azules ganaron la Copa Asiática por primera vez en 1992, pero un año después fue despedido tras no haber podido clasificarlos a la Copa Mundial de Fútbol de 1994, luego de igualar un partido crucial ante Irak.

## Trayectoria

### Clubes como futbolista
| Club       | País         | Año       |
| ---------- | ------------ | --------- |
| Feyenoord  | Países Bajos | 1964-1967 |
| Veendam    | Países Bajos | 1967-1970 |
| Cambuur    | Países Bajos | 1970-1974 |
| Heerenveen | Países Bajos | 1974-1975 |

### Clubes como entrenador
| Club               | País  | Año       |
| ------------------ | ----- | --------- |
| Yamaha (asistente) | Japón | 1982      |
| Mazda (asistente)  | Japón | 1984-1987 |
| Mazda              | Japón | 1987-1988 |
| Júbilo Iwata       | Japón | 1994-1996 |
| Kyoto Purple Sanga | Japón | 1998      |
| Urawa Red Diamonds | Japón | 2002-2003 |
| Júbilo Iwata       | Japón | 2008      |

### Selección nacional como entrenador
| Selección | País         | Año       |
| --------- | ------------ | --------- |
| Sub-21    | Países Bajos | 1976      |
| Absoluta  | Japón        | 1992-1993 |

## Palmarés

### Como entrenador

#### Títulos nacionales
| Título         | Club               | País  | Año  |
| -------------- | ------------------ | ----- | ---- |
| Copa J. League | Urawa Red Diamonds | Japón | 2003 |

#### Títulos internacionales
| Título                         | Club (*)           | Sede      | Año  |
| ------------------------------ | ------------------ | --------- | ---- |
| Copa Asiática                  | Selección de Japón | Hiroshima | 1992 |
| Copa Dinastía                  | Selección de Japón | Pekín     | 1992 |
| Copa de Naciones Afroasiáticas | Selección de Japón | Tokio     | 1993 |

(*) Incluyendo la selección

### Distinciones individuales
| Distinción                                      | Año  |
| ----------------------------------------------- | ---- |
| Inducido al Salón de la Fama del fútbol japonés | 2013 |